# Dietrich Thurau
Dietrich Thurau, detto Didi (Francoforte sul Meno, 9 novembre 1954), è un ex ciclista su strada e pistard tedesco, fino al 1990 tedesco occidentale. Tra i dilettanti fu campione del mondo 1974 nell'inseguimento a squadre su pista; professionista dal 1974 al 1989, vinse una Liegi-Bastogne-Liegi, un Campionato di Zurigo, sei tappe al Tour de France, due al Giro d'Italia e cinque alla Vuelta a España (più una classifica a punti), oltre a 29 Sei giorni su pista.

## Carriera
Tra i dilettanti nel 1974 a Montréal fu campione del mondo nell'inseguimento a squadre in quartetto con Günther Schumacher, Peter Vonhof e Hans Lutz.
Professionista dal 10 ottobre 1974 con l'olandese-britannica TI-Raleigh, nel 1975 vinse il titolo nazionale su strada, mentre nel 1976 fece sue cinque tappe e la classifica a punti alla Vuelta a España, una frazione al Giro di Svizzera e di nuovo il titolo nazionale su strada. Nella primavera 1977 vinse otto frazioni e la classifica finale della Vuelta a Andalucía, e la E3 Prijs Harelbeke. Al seguente Tour de France fu protagonista: si aggiudicò cinque tappe, tre a cronometro e due in linea, indossò la maglia gialla per 15 giorni, chiuse quinto nella graduatoria generale e fece sua la maglia bianca della classifica dei giovani. Nella stessa stagione fu anche secondo, battuto in una volata a due da Francesco Moser, al campionato mondiale su strada a San Cristóbal. L'exploit gli valse il premio di Sportivo tedesco occidentale dell'anno.
Nel 1978 passò alla belga Ijsboerke-Gios, con cui vinse l'Étoile de Bessèges a tappe, il Campionato di Zurigo, due tappe, tra cui il prologo a cronometro, al Giro d'Italia, una tappa al Giro di Svizzera e lo Scheldeprijs. Nel 1979 vinse la Ruta del Sol a tappe; in primavera raggiunse quindi il punto più alto della sua carriera vincendo la prestigiosa Liegi-Bastogne-Liegi per distacco su Bernard Hinault. Dopo la vittoria di una frazione al Tour de France (fu decimo assoluto) e del Giro di Germania, il 26 agosto 1979 concluse quindi ancora secondo, dietro Jan Raas, al campionato mondiale su strada a Valkenburg, al termine di una volata ristretta che vide danneggiato Giovanni Battaglin.
Nel 1980 fu terzo alla Parigi-Roubaix in maglia Puch-Campagnolo-Sem. Negli anni seguenti ottenne meno successi su strada, dedicandosi sempre più alla pista e alle Sei giorni (a fine carriera ne avrà vinte 29); nelle stesse stagioni venne squalificato per tre volte al Tour de France per positività (1980, 1985, 1987). Si ritirò dall'attività nel gennaio 1989.

## Palmarès

### Strada
- 1971 (Juniores)

Campionati tedeschi occidentali, Prova in linea Juniores
- 1974 (Dilettanti)

Giro di Colonia Dilettanti
- 1975

1ª tappa Tour de l'Oise (Creil > Compiègne)
Classifica generale Tour de l'Oise
Campionati tedeschi occidentali, Prova in linea
Grand Prix de Fourmies
- 1976

Prologo Vuelta a España (Estepona, cronometro)
9ª tappa Vuelta a España (Almansa > Nules)
16ª tappa Vuelta a España (Cangas de Onís > Reinosa)
18ª tappa Vuelta a España (Bilbao > Santuario de Oro)
19ª tappa, 2ª semitappa Vuelta a España (San Sebastián, cronometro)
5ª tappa Giro di Svizzera (Lenzerheide > Locarno Monti)
Campionati tedeschi occidentali, Prova in linea
- 1977

1ª tappa, 1ª semitappa Vuelta a Andalucía (Malaga > Malaga, cronometro)
2ª tappa, 1ª semitappa Vuelta a Andalucía (Nerja > Antequera)
2ª tappa, 2ª semitappa Vuelta a Andalucía (Antequera > Montilla)
3ª tappa Vuelta a Andalucía (Montilla > Cordova)
4ª tappa Vuelta a Andalucía (Cordova > Dos Hermanas)
5ª tappa Vuelta a Andalucía (Ronda > San Roque)
6ª tappa Vuelta a Andalucía (Ceuta > Ceuta)
7ª tappa, 1ª semitappa Vuelta a Andalucía (Marbella > Fuengirola, cronometro)
Classifica generale Vuelta a Andalucía
E3 Prijs Harelbeke
Prologo Tour de France (Fleurance, cronometro)
2ª tappa Tour de France (Auch > Pau
5ª tappa, 2ª semitappa Tour de France (Bordeaux, cronometro)
16ª tappa Tour de France (Morzine > Chamonix)
22ª tappa, 1ª semitappa Tour de France (Parigi, cronometro)
Glenryck Cup
Gran Premio del Canton Argovia
Grand Prix Union-Brauerei
Trofeo Zumaquero
- 1978

2ª tappa Étoile de Bessèges (Beaucaire > Beaucaire)
3ª tappa Étoile de Bessèges (Alès > Alès)
4ª tappa Étoile de Bessèges (Pont-Saint-Esprit > Pont-Saint-Esprit)
5ª tappa Étoile de Bessèges (Bessèges > Bessèges)
Classifica generale Étoile de Bessèges
1ª tappa, 1ª semitappa Giro del Belgio (Denderleeuw > Denderleeuw, cronometro)
Campionato di Zurigo
Prologo Giro d'Italia (Saint-Vincent > Saint-Vincent, cronometro)
4ª tappa Giro d'Italia (Larciano > Pistoia)
2ª tappa Giro di Svizzera (Volketswil > Sciaffusa)
Grote Scheldeprijs
- 1979

Prologo Ruta del Sol (Fuengirola > Fuengirola, cronometro)
1ª tappa Ruta del Sol (Marbella > Marbella)
2ª tappa Ruta del Sol  (Nerja > Almería)
Classifica generale Ruta del Sol
5ª tappa Parigi-Nizza (Pierrelatte > Vitrolles)
Liegi-Bastogne-Liegi
19ª tappa Tour de France (Alpe d'Huez > Saint-Priest)
Prologo Giro di Germania (Monaco di Baviera > Monaco di Baviera, cronometro)
Classifica generale Giro di Germania
- 1980

2ª tappa Tour du Tarn (Réalmont > Castres)
- 1981

Prologo Giro di Germania (Francoforte sul Meno > Francoforte sul Meno, cronometro)
4ª tappa Giro di Germania (Villingen > Costanza)

#### Altri successi
- 1976

Classifica a punti Vuelta a España
- 1977

Acht van Chaam
Classifica a punti Vuelta a Andalucía
Classifica giovani Tour de France
Premio cordialità Tour de France
Classifica scalatori Cinq Jours de Dunkerque
- 1978

Classifica combinata Giro di Svizzera
- 1979

Classifica a punti Ruta del Sol

### Pista
- 1971 (Juniores)

Campionati tedeschi occidentali, Inseguimento individuale juniores
- 1973 (Dilettanti)

Campionati tedeschi occidentali, Americana dilettanti (con Volker Sprenger)
- 1974 (Dilettanti)

Campionati del mondo, Inseguimento a squadre dilettanti (con Hans Lutz, Günther Schumacher e Peter Vonhof)
Campionati tedeschi occidentali, Inseguimento individuale dilettanti
Campionati tedeschi occidentali, Americana dilettanti (con Peter Vonhof)
- 1975

Sei giorni di Berlino (con Patrick Sercu)
Campionati tedeschi occidentali, Inseguimento individuale
- 1976

Sei giorni di Berlino (con Günther Haritz)
Sei giorni di Francoforte (con Günther Haritz)
Campionati tedeschi occidentali, Inseguimento individuale
- 1977

Sei giorni di Dortmund (con Jürgen Tschan)
Sei giorni di Francoforte (con Jürgen Tschan)
- 1978

Sei giorni di Berlino (con Patrick Sercu)
Sei giorni di Francoforte (con Patrick Sercu)
Sei giorni di Grenoble (con Patrick Sercu)
Omnium di Gand (con Danny Clark, Roman Hermann e Maurice Burton)
- 1979

Campionati europei di derny
Sei giorni di Berlino (con Patrick Sercu)
Sei giorni di Dortmund (con Patrick Sercu)
Sei giorni di Monaco di Baviera (con Patrick Sercu)
Nacht von Köln
- 1980

Campionati europei di derny
Campionati tedeschi occidentali, Derny
Omnium di Dortmund
- 1981

Sei giorni di Berlino (con Gregor Braun)
Sei giorni di Francoforte (con Gregor Braun)
Sei giorni di Zurigo (con Albert Fritz)
- 1982

Campionati tedeschi occidentali, Americana (con Albert Fritz)
- 1983

Sei giorni di Colonia (con Albert Fritz)
Sei giorni di Francoforte (con Albert Fritz)
Sei giorni di Maastricht (con Albert Fritz)
- 1984

Sei giorni di Copenaghen (con Albert Fritz)
Sei giorni di Brema (con Albert Fritz)
- 1985

Sei giorni di Colonia (con Danny Clark)
- 1986

Sei giorni di Brema (con Josef Kristen)
Sei giorni di Monaco di Baviera (con Danny Clark)
Sei giorni di Maastricht (con René Pijnen)
- 1987

Sei giorni di Colonia (con René Pijnen)
Sei giorni di Brema (con Danny Clark)
Sei giorni di Berlino (con Urs Freuler)
Sei giorni di Monaco di Baviera (con Urs Freuler)
Sei giorni di Zurigo (con Urs Freuler)
Nacht von Berlin
- 1988

Sei giorni di Stoccarda (con Roman Hermann)
Omnium di Dortmund

## Piazzamenti

### Grandi Giri
- Giro d'Italia

1978: ritirato (10ª tappa)
1981: 14º
1982: ritirato
1983: 5º
1986: 18º
1987: 52º
- Tour de France

1977: 5º
1979: 10º
1980: squalificato (non partito 10ª tappa)
1982: ritirato (non partito 20ª tappa)
1985: squalificato (10ª tappa)
1987: squalificato (non partito 15ª tappa)
- Vuelta a España

1976: 4º
1983: 36º

### Classiche monumento
- Milano-Sanremo

1976: ritirato
1977: 22º
1978: 26º
1979: 22º
1980: 14º
1981: 54º
1982: ritirato
- Giro delle Fiandre

1976: 20º
1977: 11º
1978: 28º
1980: ritirato
- Parigi-Roubaix

1976: 23º
1977: 8º
1978: 12º
1979: 14º
1980: 3º
1981: 31º
- Liegi-Bastogne-Liegi

1975: 32º
1976: 14º
1977: 3º
1978: 2º
1979: vincitore
1982: ritirato
1987: 71º

### Competizioni mondiali
- Campionati del mondo su strada

Yvoir 1975 - In linea: ritirato
Ostuni 1976 - In linea: 49º
San Cristóbal 1977 - In linea: 2º
Nürburgring 1978 - In linea: 14º
Valkenburg 1979 - In linea: 2º
Praga 1981 - In linea: 62º
Goodwood 1982 - In linea: 34º
Giavera del Montello 1985 - In linea: ritirato
Colorado Springs 1986 - In linea: ritirato
Villach 1987 - In linea: ritirato
- Campionati del mondo su pista

Montréal 1974 - Inseguimento a squadre: vincitore
Montréal 1974 - Inseguimento individuale Dilettanti: 4º

## Riconoscimenti
- Sportivo tedesco occidentale dell'anno nel 1977[2]